# Le Brouilh-Monbert
Le Brouilh-Monbert è un comune francese di 256 abitanti situato nel dipartimento del Gers nella regione dell'Occitania.

## Società

### Evoluzione demografica
Abitanti censiti